# FA Community Shield 2009
Lo FA Community Shield 2009 si è disputato domenica 9 agosto 2009 al Wembley Stadium di Londra.
La sfida ha visto contrapporsi il Manchester United, campione d'Inghilterra in carica, ed il Chelsea, detentore dell'ultima FA Cup.
A conquistare il trofeo è stato il Chelsea, che si è imposto ai calci di rigore dopo il 2-2 dei tempi regolamentari. Per il terzo anno consecutivo il Community Shield è stato deciso dagli undici metri.

## Partecipanti
| Squadre        | Qualificazione                           | Partecipazioni precedenti (il grassetto indica la vittoria)                                                                                               |
| -------------- | ---------------------------------------- | --- |
| Manchester Utd | Vincitore della Premier League 2008-2009 | 25 (1908, 1911, 1948, 1952, 1956, 1957, 1963, 1965, 1967, 1977, 1983, 1985, 1990, 1993, 1994, 1996, 1997, 1998, 1999, 2000, 2001, 2003, 2004, 2007, 2008) |
| Chelsea        | Vincitore della FA Cup 2008-2009         | 7 (1955, 1970, 1997, 2000, 2005, 2006, 2007) |

## Tabellino
| Arbitro: | Chris Foy |

|                              |                      |                       |
| Carvalho 52’ Lampard 70’     | Marcatori            | 10’ Nani 90+2’ Rooney |
| Lampard Ballack Drogba Kalou | Tiri di rigore 4 – 1 | Giggs Carrick Evra    |

| Chelsea | Manchester United |

### Formazioni
| Chelsea:        |    |                    |     |     |
|                 |    |                    |     |     |
| P               | 1  | Petr Čech          |     |     |
| D               | 2  | Branislav Ivanović | 13’ | 46’ |
| D               | 6  | Ricardo Carvalho   |     |     |
| D               | 26 | John Terry (c)     |     |     |
| D               | 3  | Ashley Cole        |     |     |
| C               | 12 | Mikel John Obi     |     | 65’ |
| C               | 5  | Michael Essien     |     |     |
| C               | 15 | Florent Malouda    |     | 78’ |
| C               | 8  | Frank Lampard      |     |     |
| A               | 39 | Nicolas Anelka     |     | 84’ |
| A               | 11 | Didier Drogba      |     |     |
| A disposizione: |    |                    |     |     |
| P               | 40 | Henrique Hilário   |     |     |
| D               | 17 | José Bosingwa      |     | 46’ |
| D               | 33 | Alex               |     |     |
| D               | 35 | Belletti           |     |     |
| C               | 13 | Michael Ballack    |     | 65’ |
| C               | 20 | Deco               |     | 78’ |
| A               | 21 | Salomon Kalou      |     | 84’ |
| Allenatore:     |    |                    |     |     |
| Carlo Ancelotti |    |                    |     |     |

| Manchester Utd: |    |                       |     |     |
|                 |    |                       |     |     |
| P               | 12 | Ben Foster            |     |     |
| D               | 22 | John O'Shea           |     | 75’ |
| D               | 5  | Rio Ferdinand (c)     |     |     |
| D               | 23 | Jonny Evans           |     |     |
| D               | 3  | Patrice Evra          | 80’ |     |
| C               | 17 | Nani                  |     | 63’ |
| C               | 24 | Darren Fletcher       |     | 75’ |
| C               | 16 | Michael Carrick       |     |     |
| C               | 13 | Park Ji-sung          |     | 75’ |
| A               | 10 | Wayne Rooney          |     |     |
| A               | 9  | Dimităr Berbatov      | 4’  | 75’ |
| A disposizione: |    |                       |     |     |
| P               | 29 | Tomasz Kuszczak       |     |     |
| D               | 20 | Fábio                 |     | 75’ |
| C               | 11 | Ryan Giggs            |     | 75’ |
| C               | 18 | Paul Scholes          |     | 75’ |
| C               | 25 | Luis Antonio Valencia |     | 63’ |
| C               | 28 | Darron Gibson         |     |     |
| A               | 7  | Michael Owen          | 86’ | 75’ |
| Allenatore:     |    |                       |     |     |
| Alex Ferguson   |    |                       |     |     |